# 교외선
교외선(郊外線)은 경기도 고양시 덕양구 능곡역과 경기도 의정부시 의정부역을 잇는 한국철도공사의 철도 노선이다.

## 역사
교외선은 일제 강점기 말기에, 북쪽에서 내려오는 경의선의 여객 및 화물을 서울 시내를 경유하지 않고 중앙선으로 접속시켜 부산항으로 이어지게 하고, 동시에 경원선의 열차를 시내 경유 없이 수색역으로 바로 통하게 하는 우회선으로서 계획되었다. 1944년 2월 착공하였다. 이후 노반 공사까지 완료되었으나 준공 직전 개통이 무산되었다. 지금의 벽제역과 일영역 사이인 제궁현터널은 한국 전쟁 고양 전투의 격전지이기도 하였다.
1959년 ICA 원조금과 내자금으로 착공하여, 1961년에 능곡 - 가릉 구간이 개통되었다. 1963년에 가릉 - 의정부 구간이 개통되며 완전히 개통되었다. 이 공사에는 내자 35,180,000원과 외자 114,000달러, 레일 2,263톤, 시멘트 62,086포, 침목 57,194개, 강재 489톤이 소요되었다. 전 구간 개통 직후부터는 서울역을 기점으로, 능곡 - 의정부 - 청량리 - 용산 - 서울 순으로 순환 운행하였다. 이후 1986년 성북-의정부 구간이 복선 전철화되자, 의정부역까지만 운행하였다.
1994년 8월 21일에는 중국에서 도입한 901호 증기 기관차를 이용한 관광열차가 영업을 시작하였으나, 2000년 5월 16일부로 운행을 중단하였다. 2004년 4월 1일부터 모든 교외선 통일호가 폐지되었다. 2004년 10월 4일 서울야간 순환열차가 관광열차 운행을 시작하였으나, 현재는 이 또한 중단되었다. 벽제역 근처에 국군벽제병원이 있어 가끔 군인 환자 수송용 열차가 오가기도 하며, 원릉역, 벽제역 등에 군 화물 임시열차(간혹 혼합열차 운행)가 발착하고 있다. 2013년에 화물 취급이 중지되었다가, 2015년 말 재개되었다. 2016년 5월 16일부터 7월 6일까지 서울역 북부 선로개량 공사로 교외선에 화물열차가 운행된 바 있다.
2021년 9월 13일 교외선의 운행 재개가 2025년 1월로 확정됐다. 디젤동차의 내구 연한 만료로 디젤기관차 견인형 무궁화호 투입으로 가닥을 잡았다. 2025년 1월 11일 하루 왕복 8회로 운행하기 시작했다.

## 연혁
- 1944년 2월 : 전 구간 착공
- 1945년 8월 15일: 공사 중지
- 1959년 10월 14일 : 능곡 - 가릉 구간 착공
- 1961년 7월 10일 : 능곡 - 가릉 구간 개통
- 1963년 4월 27일 : 가릉 - 의정부 구간 착공
- 1963년 8월 20일 : 가릉 - 의정부 구간 개통, 가릉역 폐지
- 1965년 7월 21일 : 장흥역 영업 개시
- 1967년 1월 9일 : 대정역, 삼릉역 영업 개시
- 1994년 8월 21일 : 온릉역 영업 개시, 증기기관차 관광열차 운행 개시[8]
- 1996년 1월 30일 : 대곡역 영업 개시
- 2000년 5월 16일 : 증기기관차 운행 중지
- 2004년 4월 1일 : 통일호의 폐지로 일반 여객 취급 중지
- 2004년 10월 4일 : '라이브카페와 함께 하는 환상의 서울야경 순환열차' 운행 개시[9]
- 2014년 1월 27일 : 일영역을 보통역에서 무배치간이역으로 격하.[10] 이로써 교외선의 보통역(영업중인 역)은 한곳도 남아있지 않게 되었다.
- 2016년 5월 16일 ~ 7월 6일 : 서울역 구내 선로개량공사로 화물열차 우회운행.
- 2019년 4월 17일 : 철도 노선번호 변경에 따라 30303으로 변경[11]
- 2021년 8월 23일 :  고양·양주·의정부시, 국가철도공단, 한국철도공사와 '교외선 운행재개 업무협약'을 체결.[12]
- 2023년 5월 : 개량공사 착공.
- 2025년 1월 11일 : 무궁화호 재개통[13]

## 운행 계통
- 1963년 전 구간 완공 직후 : 서울 - 신촌 - 수색 - 능곡 - 일영 - 송추 - 의정부 - 성북 - 청량리 - 왕십리 - 서빙고 - 용산 - 서울
- 1986년 경원선 복선전철화 이후 : 서울 - (중간역 미상) - 송추 - 의정부
- 2004년 폐지 직전 : 서울 - 신촌 - 가좌 - 수색 - 화전 - 강매 - 행신 - 능곡 - 대곡 - 대정 - 원릉 - 삼릉 - 벽제 - 일영 - 장흥 - 온릉 - 송추 - 의정부
- 2004년 서울야간 순환열차 : 서울 - 신촌 - 수색 - 능곡 - 일영 - 송추 - 의정부 - 청량리 - 응봉 - 용산 - 서울
  - 이 열차는 첫차 7시 30분, 요금은 3만 5,000원 전후였다.[14] 운행 열차는 무궁화호 특실을 개조한 교외선 전용 새마을호 열차로, 총 198석의 객차 5량 등 모두 7량이다.[15]
- 2025년 여객열차 재개통 이후 : 대곡 - 원릉 - 일영 - 장흥 - 송추 - 의정부

## 역 목록
- 무 : 무궁화호
- ● : 전 열차 정차, ▲ : 일부 열차 정차,  | : 미정차

| 역명   | 로마자 역명 | 한자 역명 | 무 | 접속 노선 | 역간 거리(km) | 영업 거리(km) | 소재지 | 소재지   |
| ------ | ----------- | --------- | -- | --- | ------------- | ------------- | ------ | -------- |
| 능곡   | Neunggok    | 陵谷      | ｜ | 경의선(● 수도권 전철 경의·중앙선) 서해선(● 수도권 전철 서해선)                                                         | 0.0           | 0.0           | 경기도 | 고양시   |
| 대곡   | Daegok      | 大谷      | ●  | 일산선(● 수도권 전철 3호선) 경의선(● 수도권 전철 경의·중앙선) 서해선(● 수도권 전철 서해선) ● 수도권 광역급행철도 A노선 | 1.5           | 1.5           | 경기도 | 고양시   |
| 대정   | Daejeong    | 大井      | ｜ | | 1.3           | 2.8           | 경기도 | 고양시   |
| 원릉   | Wolleung    | 元陵      | ●  | | 2.9           | 5.7           | 경기도 | 고양시   |
| 삼릉   | Samneung    | 三陵      | ｜ | | 2.1           | 7.8           | 경기도 | 고양시   |
| 벽제   | Byeokje     | 碧蹄      | ｜ | | 4.2           | 12.0          | 경기도 | 고양시   |
| 일영   | Iryeong     | 日迎      | ●  | | 4.7           | 16.7          | 경기도 | 양주시   |
| 장흥   | Jangheung   | 長興      | ●  | | 2.4           | 19.1          | 경기도 | 양주시   |
| 온릉   | Olleung     | 溫陵      | ｜ | | 0.8           | 19.9          | 경기도 | 양주시   |
| 송추   | Songchu     | 松湫      | ●  | | 3.2           | 23.1          | 경기도 | 양주시   |
| 의정부 | Uijeongbu   | 議政府    | ●  | 경원선(● 수도권 전철 1호선)                                                                                            | 8.7           | 31.8          | 경기도 | 의정부시 |

## 개량 계획
- 순환선인 GTX-F 노선의 일부이다.[16] GTX 편입을 위해 국토교통부에서 교외선 29.6 km을 7803억원의 예산을 투입하여 개량하는 사업을 구상했다.[17] 2019년에 나온 용역보고서에서는 원릉역, 벽제역, 송추역, 경민대역(신설)에 디젤동차가 정차하는 계획을 수립하였다.
- 고양시에서는 고양동을 경유하는 신설 노선을, 양주시에서는 일영역을 경유하는 기존 노선을 추진하고 있다.
- 연선 지자체에서는 교외선과 서울 지하철 3호선 지축역을 연결하는 방안이나[18], 서울 지하철 6호선을 연장하여 교외선에 직결하는 구상을 내놓기도 하였다.[19]

## 이용객 변동
다음 자료는 2000년부터 2015년까지 한국철도공사 한국철도통계 내용을 모은 것이다.
| 구분       | 이용 인원수 (명) | 이용 인원수 (명) | 이용 인원수 (명) | 이용 인원수 (명) | 이용 인원수 (명)             | 이용 인원수 (명)             | 이용 인원수 (명)             | 이용 인원수 (명)             | 이용 인원수 (명)             | 이용 인원수 (명)             | 이용 인원수 (명)             | 이용 인원수 (명)             | 이용 인원수 (명)             | 이용 인원수 (명)             | 이용 인원수 (명)             | 이용 인원수 (명)             | 각주   |
| 구분       | 2000년           | 2001년           | 2002년           | 2003년           | 2004년                       | 2005년                       | 2006년                       | 2007년                       | 2008년                       | 2009년                       | 2010년                       | 2011년                       | 2012년                       | 2013년                       | 2014년                       | 2015년                       | 각주   |
| ---------- | ---------------- | ---------------- | ---------------- | ---------------- | ---------------------------- | ---------------------------- | ---------------------------- | ---------------------------- | ---------------------------- | ---------------------------- | ---------------------------- | ---------------------------- | ---------------------------- | ---------------------------- | ---------------------------- | ---------------------------- | ------ |
| 비둘기     | 0                | 0                | 0                | 0                | 0                            | 0                            | 0                            | 0                            | 0                            | 0                            | 0                            | 0                            | 0                            | 0                            | 0                            | 0                            | [ 20 ] |
| 통일(통근) | 43,952           | 42,851           | 31,147           | 31,948           | 8,238                        | 0                            | 0                            | 0                            | 0                            | 0                            | 0                            | 0                            | 0                            | 0                            | 0                            | 0                            | [ 20 ] |
| 무궁화     | 2,229            | 0                | 0                | 72               | 1,080                        | 500                          | 10                           | 976                          | 365                          | 335                          | 1,521                        | 0                            | 0                            | 0                            | 0                            | 0                            | [ 20 ] |
| 새마을     | 0                | 0                | 0                | 0                | 0                            | 0                            | 10                           | 0                            | 0                            | 0                            | 0                            | 0                            | 0                            | 0                            | 0                            | 0                            | [ 20 ] |
| 건설       | 360              | 1,224            | 641              | 144              | 각 종별 열차 이용객에 포함됨 | 각 종별 열차 이용객에 포함됨 | 각 종별 열차 이용객에 포함됨 | 각 종별 열차 이용객에 포함됨 | 각 종별 열차 이용객에 포함됨 | 각 종별 열차 이용객에 포함됨 | 각 종별 열차 이용객에 포함됨 | 각 종별 열차 이용객에 포함됨 | 각 종별 열차 이용객에 포함됨 | 각 종별 열차 이용객에 포함됨 | 각 종별 열차 이용객에 포함됨 | 각 종별 열차 이용객에 포함됨 | [ 20 ] |
| 정기권     | 1,722            | 1,594            | 1,634            | 2,332            | 각 종별 열차 이용객에 포함됨 | 각 종별 열차 이용객에 포함됨 | 각 종별 열차 이용객에 포함됨 | 각 종별 열차 이용객에 포함됨 | 각 종별 열차 이용객에 포함됨 | 각 종별 열차 이용객에 포함됨 | 각 종별 열차 이용객에 포함됨 | 각 종별 열차 이용객에 포함됨 | 각 종별 열차 이용객에 포함됨 | 각 종별 열차 이용객에 포함됨 | 각 종별 열차 이용객에 포함됨 | 각 종별 열차 이용객에 포함됨 | [ 20 ] |
| 합계       | 48,263           | 45,669           | 33,422           | 34,496           | 9,318                        | 500                          | 20                           | 976                          | 365                          | 335                          | 1,521                        | 0                            | 0                            | 0                            | 0                            | 0                            | [ 20 ] |

## 사진

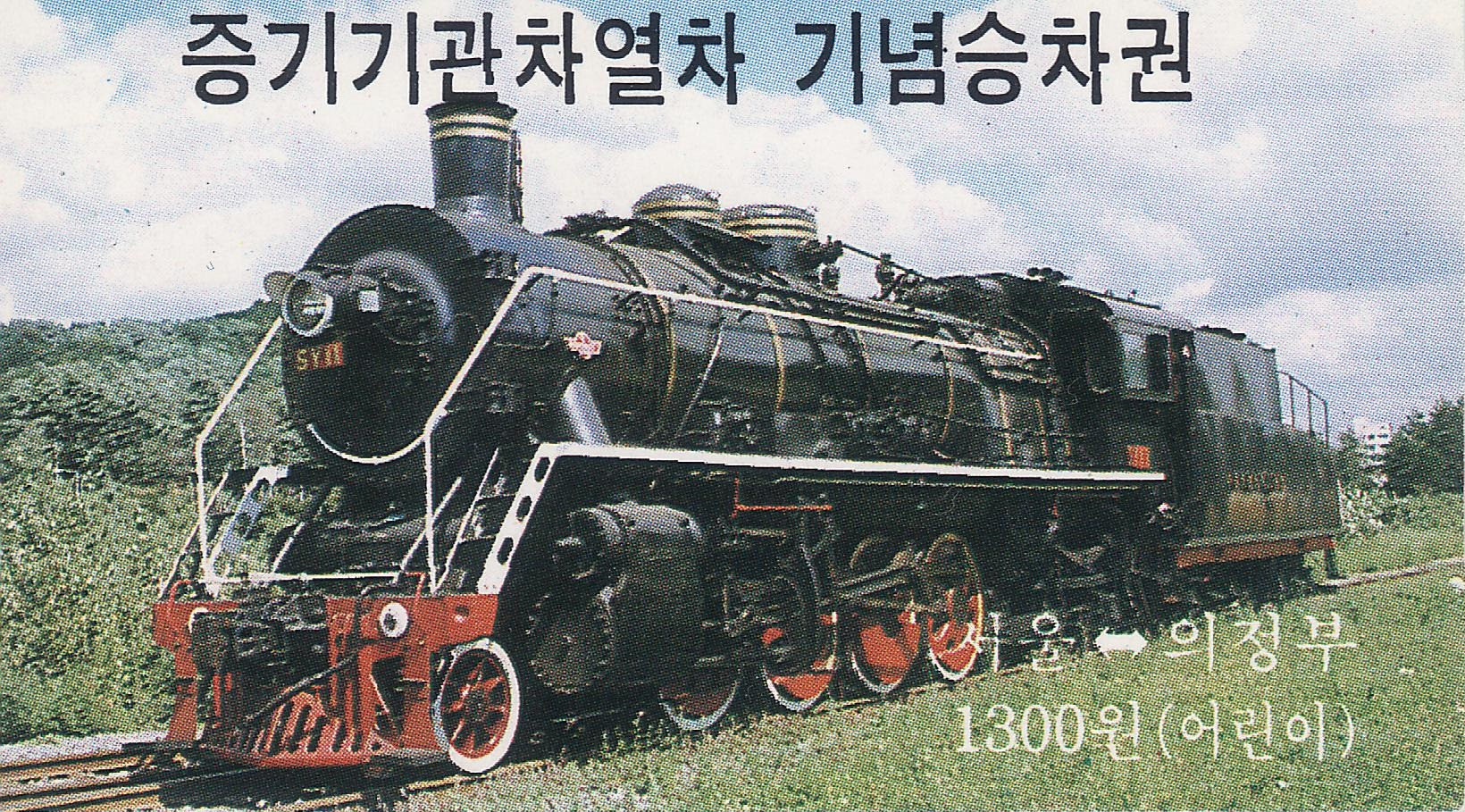
1999년 증기기관차 기념승차권
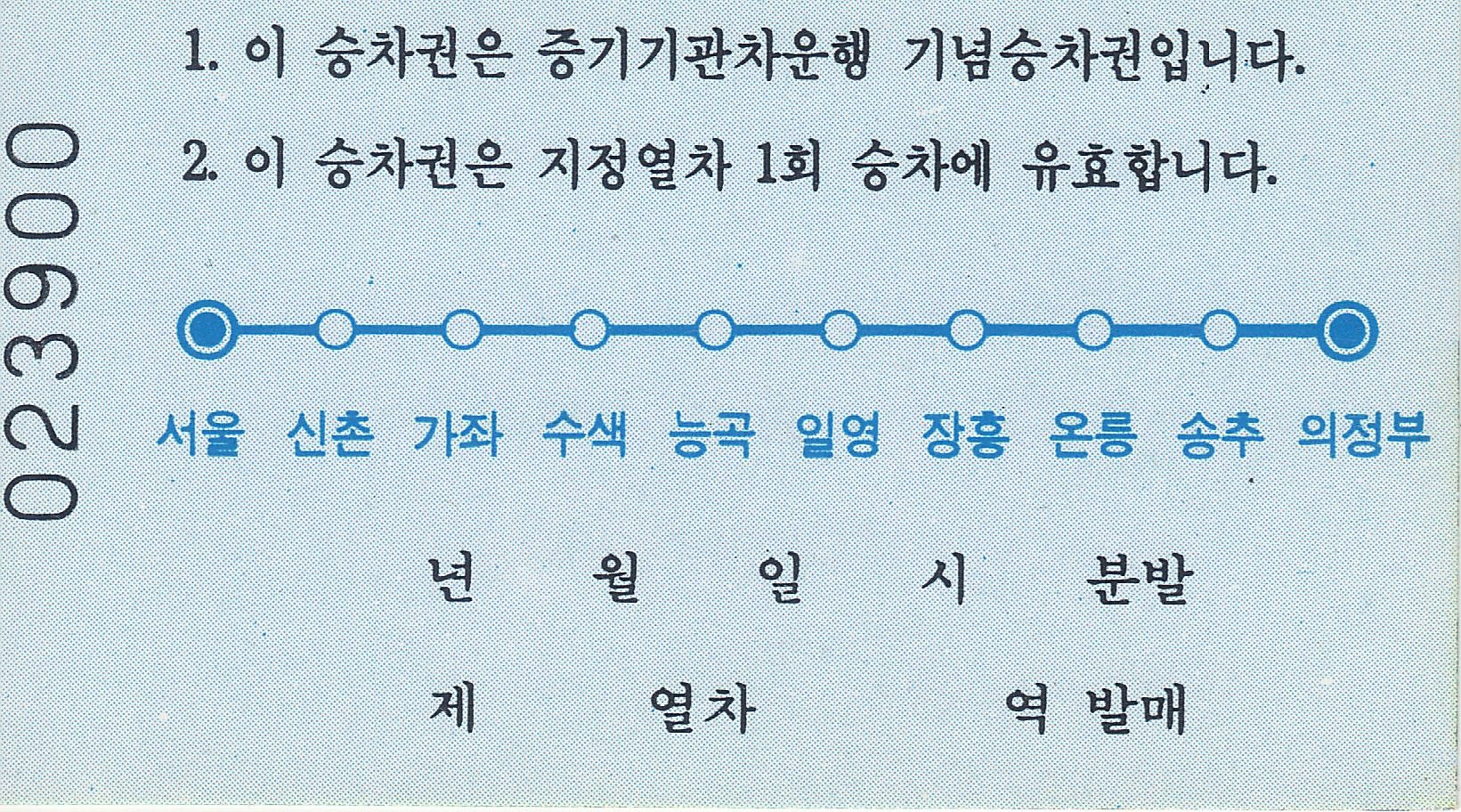
1999년 증기기관차 기념승차권 (뒷면)